# Peko Dapčević
Petar "Peko" Dapčević (Ljubotinj, kraj Cetinja 25. lipnja 1913. — 1999.) je bio čuveni partizanski vojskovođa iz Drugog svjetskog rata, zapovjednik Druge proleterske divizije.
Prije rata se kao dobrovoljac borio protiv fašizma u Španjolskoj. Tijekom Drugog svjetskog rata imao je istaknutu ulogu u bitkama na Neretvi, Sutjesci i u oslobođenju Beograda. Nakon rata je bio general-pukovnik JNA, društveno-politički radnik i veleposlanik SFRJ. U razdoblju od 1953. do 1955. godine obavljao je funkciju načelnika Generalštaba Jugoslavenske narodne armije.
Nositelj je mnogih prestižnih jugoslavenskih odlikovanja. Proglašen je narodnim herojem Jugoslavije.

## Životopis
Rođen je 25. lipnja 1913. godine u selu Ljubotinj, kraj Cetinja. Porijeklom iz svećeničke obitelji Jovana Dapčevića. Imao je tri brata — Vlada, Draga i Milutina i sestru Danicu. Još kao gimnazijalac na Cetinju sudjelovao je u dva štrajka, a kao učenik osmog razreda bio je uhićen zbog aktivnog sudjelovanja u manifestacijama mladeži i zbog toga je bio uhićivan.
Nakon završetka gimnazije upisao se na Pravni fakultet u Beogradu i ubrzo, u svojoj dvadesetoj godini, 1933. postao član Komunističke partije Jugoslavije (KPJ). Tri godine kasnije vratio se u svoj rodni kraj i kao član Okružnog komiteta KPJ za Cetinje radio je na stvaranju i jačanju partijskih organizacija.

### Španjolski građanski rat
U svibnju 1937. godine Peko je otišao u Španjolsku, kako bi se u Španjolskom građanskom ratu borio protiv Francovih fašističkih snaga. Poslije kraće obuke on je, kao borac-mitraljezac, bio u bataljonu „Dimitrov” 15. internacionalne brigade. Na bojišnici Brunete kod Madrida ranjen je u glavu. Poslije izlaska iz bolnice postao je politički delegat voda i ubrzo politički komesar čete.
Uskoro je u borbama pokazao svoje vojničke sposobnosti i postao zapovjednikom čete. Na bojišnici kod Ebra ponovno je ranjen u glavu, a 1938. godine ranjen je treći put, u ruku. U raznim borbama (Qinto, Belchite i Katalonija) izrazio je visoke ratničke sposobnosti. U kratkom vremenu napredovao je od desetara do poručnika Španjolske republikanske armije. Konačno, imao je čin kapetana.
Kada je u veljači 1939. godine poslije poraza Španjolske republikanske vojske sa ostalim dobrovoljcima prešao francusku granicu, završio je u koncentracijskom logoru. Vlada Francuske internirala ga je, zajedno s ostalim borcima Internacionalnih brigada u koncentracijski logor u Argelès-sur-Meru. S grupom svojih prijatelja iz Španjolske, francuska policija ga je zatvorila u tvrđavu Collioure. U logoru je ostao do listopada 1940. godine. Tada su Peko Dapčević i Fadil Jahić Španac dobili zadatak da pobjegnu iz logora i da organiziraju bijeg ostalih zatočenika. U vezi s tim Peko Dapčević je u travnju 1941. godine otišao na rad u Austriju, odakle je organizirao bijeg i prebacivanje drugova u Jugoslaviju.

### Narodnooslobodilačka pokret u Jugoslaviji
Odmah poslije povratka u Jugoslaviju uhićen je u Somboru i sproveden za Crnu Goru, ali je uspio pobjeći sa postaje u Nikšiću. Tu se povezao sa članovima Mjesnog komiteta KPJ za Nikšić i aktivno sudjelovao u pripremama za ustanak.

#### Ustanak u Crnoj Gori
U prvim danima, Тrinaestosrpanjskog ustanka nalazio se na funkciji člana Okružnog komiteta KPJ za Cetinje i zapovjednika Lovćenskog partizanskog odreda. U borbi na Košćelama (na putu Cetinje-Rijeka Crnojevića) 15. srpnja 1941. godine, pod njegovim zapovjedništvom je isprva uništena motorizirana kolona, a potom i motorizirani bataljun talijanske divizije „Messina”.
Bio je član, a izvesno vrijeme i zamjenik zapovjednika Glavnog štaba NOP odreda za Crnu Goru, od njegovog formiranja u kolovozu 1941. godine. Kao član Glavnog štaba i zapovjednik Lovćenskog partizanskog odreda dao je veliki doprinos stvaranju i učvršćivanju partizanskih postrojbi, izvođenju borbenih poduhvata i razvoju Narodnooslobodilačkog pokreta u Crnoj Gori.

#### Pohod u Bosansku krajinu
Kada je 11. lipnja 1942. godine formirana Četvrta proleterska crnogorska udarna brigada NOVJ-a, Peko je bio imenovan za njezinog zapovjedika. Pod njegovim zapovjedništvom brigada je sudjelovala u pohodu na Bosansku krajinu. Do sredine srpnja, zauzela je Hadžiće (na pruzi Sarajevo-Mostar), Gornji Vakuf i vodila borbe na sektoru Bugojna. U kolovozu je izvršila dva snažna napada na jako utvrđeni Kupres i pretrpjela teške gubitke. Poslije ovoga vodila je borbe protiv jakih njemačkih snagama na Manjači, zatim je u rujnu sudjelovala u napadu na Jajce, a zatim je sudjelovala u žestokim borbama na pravcima Jajce-Donji Vakuf i Jajce-Travnik. U listopadu je sudjelovala u oslobođenju Mrkonjić-Grada.
Kada su 1. studenog 1942. godine formirane prve divizije NOVJ, Peko Dapčević je bio postavljen za zapovjednika Druge proleterske divizije. Od tada do sredine rujna 1943. godine, pod njegovim zapovjedništvom Druga divizija je sudjelovala u najtežim borbama na jugoslovenskom ratištu. Od studenog 1942. do veljače 1943. godine divizija je operirala na širem graničnom pojasu između Bosne i Dalmacije. U studenom je razbila neprijateljske snage na sektoru Knin-Bosansko Grahovo, 14. prosinca oslobodila Livno, zatim napala Kupres, oslobodila Šujicu i Duvno i vodila borbe na pravcu Duvno-Imotski; krajem prosinca 1942. i početkom siječnja 1943. godine divizija je izvela uspješne ofenzivne operacije u Cetinskoj krajini.

#### Bitka na Neretvi
U vrijeme bitke na Neretvi Druga divizija, je imala vrlo važnu ulogu. U veljači je sudjelovala u oslobođenju Posušja i Imotskog, prodrla u dolinu Neretve, oslobodila Drežnicu i Jablanicu te dijelom snaga sudjelovala u napadima na Konjic. Heroizam njenih boraca i uspjesi štaba i zapovjednika posebno su došli do izražaja u teškim borbama krajem veljače i početkom ožujka 1943. godine. Glavnina snaga divizije sudjelovala je u obrambenim borbama na pravcu Gornji Vakuf-Prozor i u čuvenom protuudaru kod Gornjeg Vakufa, a drugi dio snaga je vodio teške obrambene borbe na Neretvi. Druga proleterska divizija je prva forsirala Neretvu, ožujka 1943. godine i zadala snažan udar četnicima. Od tada su počele njezine ofenzivne operacije na istok. Glavina divizije je nastupala pravcem Čičevo-Glavatičevo-Kalinovik-Foča i sudjelovala u više teških borbi i razbijanju snažnih četničkih grupacija, dok je drugi dio snaga bio angažiran u borbama po Hercegovini.
U suradnji sa Prvom divizijom, Druga divizija je forsirala Drinu, razbila talijansko-četničke snage jačine nekoliko tisuća, i oslobodila sjevernu Crnu Goru, a u suradnji sa Trećom divizijom u borbama na Javorku i Bioču razbila talijansko-četničke snage, također jačine nekoliko tisuća vojnika.

#### Bitka na Sutjesci
U vrijeme Pete neprijateljske ofenzive, Druga divizija je isprva vodila teške borbe protiv Prve njemačke brdske divizije, na sektoru Mojkovca i Kolašina, zatim sudjelovala u stvaranju mostobrana na Vučevu i u teškim borbama na Javorku Pivskom. U borbama u dolini Sutjeske njezine brigade su igrale odlučujuću ulogu u napadima na Košur i u obrani na Barama. U vrijeme proboja na Zelengori izuzetno značajne bile su obrambene borbe na Ljubinom grobu i Košuti i prodor prema komunikaciji Foča-Kalinovik.
U listopadu 1943. godine Peko je postao zapovjednikom Drugog udarnog korpusa NOVJ-a. Pod njegovim zapovjedništvom korpus je postao jedna od najjačih postrojbi NOVJ. U jesen 1943. godine sudjelovao je u oslobođenju većeg dijela Crne Gore, Hercegovine i Sandžaka. Korpus je zatim vodio teške borbe u Limsko-drinskoj operaciji.
Godine 1943. unaprijeđen je u čin general-bojnika, a 1944. u čin general-potpukovnika.
Na proljeće 1944. godine Pekov Drugi udarni korpus je izveo Mojkovačku operaciju i druge pothvate za obranu slobodnog teritorija Crne Gore i Sandžaka, a tijekom ljeta sudjelovao je u Andrijevičkoj operaciji.

#### Oslobođenje Beograda
U srpnju 1944. godine Peko je bio imenovan za zapovjednika Operativne grupe divizija, s kojom je prodro u Srbiju i oslobodio znatni teritorij u sljevu Južne i Zapadne Morave. U rujnu 1944. godine zapovjedao je Prvom armijskom grupom, koja je izvela operacije za oslobođenje zapadne Srbije i Šumadije te Beogradsku operaciju.

#### Proboj Srijemske bojišnice
Dana 1. siječnja 1945. godine Peko Dapčević je bio imenovan za zapovjednika Prve armije JA. Prva armija je vodila borbe na Srijemskoj bojišnici i 12. travnja izvršila proboj. U završnim operacijama za oslobođenje Jugoslavije armija je oslobodila dio Hrvatske, prodrla u Sloveniju i sa Trećom armijom na sektoru Celje-Maribor razbila i zarobila glavne njemačke i kolaboracionističke snage, pod zapovjedništvom generala Alexandera Löhra (jačine oko 300.000 ljudi).

### Karijera u SFRJ
U svibnju 1945. godine imenovan je zapovjednikom Četvrte armije i zapovjednikom Vojne uprave u Istri. UTijekom rata bio je član Antifašističkog vijeća narodnog oslobođenja Jugoslavije (AVNOJ) i član Predsjedništva Crnogorske antifašističke skupštine narodnog oslobođenja (CASNO).
Od 1946. do 1948. godine završio je Višu vojnu akademiju „Vorošilov” u Moskvi. Poslije povratka iz Sovjetskog Saveza do 1953. bio je zamjenik, a od 1953. do 1955. godine načelnik Generalštaba JNA. Poslije demobiliziranja 1955. godine bio je član Saveznog izvršnog vijeća, kao sekretar za promet i veze, od 1955. do 1961. i veleposlanik u Grčkoj te sudionik velikog broja diplomatskih misija. Bio je potpredsjednik Savezne skupštine.
Bio je poslanik Privremene narodne skupštine i Ustavotvorne skupštine DF Jugoslavije, a za poslanika Savezne skupštine i Republičke skupštine SR Crne Gore biran je više puta. Na Sedmom i Osmom kongresu SKJ biran je za člana Centralnog komiteta SKJ. Bio je član Predsjedništva SSRN Jugoslavije, Glavnog odbora SUBNOR-a i Savjeta federacije.
Godine 1947. unaprijeđen je u čin general-pukovnika. Zajedno s Kočom Popovićem na četrdesetogodišnjicu oslobođenja 9. svibnja 1985. godine Predsjedništvo SFRJ ga je predložilo za unaprijeđenje u čin generala armije. To unaprijeđenje je smatrano kao nagrada za njihovo izuzetno zapovjedanje postrojbama JA u završnim operacijama za oslobođenje Jugoslavije. Obojica su ovaj prijedlog odbili. 
Bio je jedan od osnivača sportskog društva Partizan iz Beograda. Umro je 10. veljače 1999. godine u Beogradu, i sahranjen je na beogradskom Novom groblju.

## Knjige i odlikovanja
Napisao je knjige:
- „Rat u Koreji“, Beograd 1951.;
- „Značaj i snaga manevra“, Beograd 1954.;
- „Kako smo vodili rat“, Beograd 1956.;
- „Taktika partizanskih odreda i brigada“, Beograd 1961.;
- „Male ratne priče“, Beograd 1961.;
- „Od Pirineja do Cetinja“, Beograd 1981. i
- „Kazivanja o Beogradskoj operaciji“
- „Za Beograd“ 1984.;
- „Ogledi iz Vojne Misli“ 1986.

U listopadu 1945. godine na godišnjicu oslobođenja, bio je proglašen za prvog počasnog građanina Beograda. Dobitnik je Nagrade AVNOJ-a. Nositelj Partizanske spomenice 1941., Ordena slobode, Ordena junaka socijalističkog rada, kao i više drugih visokih jugoslavenskih odlikovanja. Ordenom narodnog heroja odlikovan je 22. listopada 1945. godine.
Povodom obilježavanja 70. godišnjice oslobođenja Beograda, odlukom Gradske skupštine Beograda, dio Kumodraške ulice u općini Voždovac od 18. rujna 2014. nosi ime Bulevar Peke Dapčevića.

## Obitelj
Čitava Pekova obitelj je sudjelovala u Narodnooslobodilačkom pokretu, ali su se poslije sukoba KPJ i Informbiroa, Pekova braća - Vlado i Milutin, kao i sestra Danica izjasnili za Rezoluciju Informbiroa, zbog čega su bili uhićeni i osuđeni na višegodišnje kazne zatvora.
Pekova supruga bila je glumica Milena Vrsjakov-Dapčević, sa kojom ima kćerku Milicu i sina Vuka.

## Vanjske poveznice
- Peko Dapčević - prvi počasni građanin prestonice („Politika“, 12. siječnja 2010.)